# Selvas tropicales de las Islas Andamán
Las selvas tropicales de las Islas Andamán constituyen una ecorregión definida por el Fondo Mundial para la Naturaleza. Pertenece a la ecozona Indo-Malaya y al bioma de selvas tropicales húmedas y subtropicales.

## Geografía

### Ubicación
Las Islas Andamán son un archipiélago de 204 islas de diversos tamaños ubicado al este del Océano Índico y del Golfo de Bengala, así como al oeste del mar de Andamán. La mayoría de estas islas están bajo el control de la India, pero algunas, como las Islas Coco, también están controladas por Birmania. Están separadas de Birmania al norte por 285 km del mar, y al sur de las Islas Nicobar por el Canal de los Diez Grados, que tiene una distancia de 150 km. Forman parte de un amplio arco de islas que se extiende desde la cadena de Arakan hasta las Islas Mentawai, y que se formó al final del Eoceno o al principio del Oligoceno debido a la subducción de la placa indo-australiana. Este archipiélago se separó del continente en el medio del Mioceno debido a la apertura del mar de Andamán, y luego se volvió a conectar a la actual Birmania durante aproximadamente 10 000 años, antes de quedar definitivamente aislado. El punto más alto de las Islas Andamán es el Pico Saddle, que alcanza los 720 m.

### Clima
El archipiélago se encuentra en un clima tropical. Las temperaturas oscilan entre 22 y 30 °C, y las precipitaciones varían entre 3000 y 3800 mm al año. Está influenciado por los monzones, que llegan desde el suroeste de mayo a septiembre y desde el noreste de octubre a diciembre.

## Biodiversidad

### Flora
Hay tres categorías de bosques en la ecorregión: manglares en la costa, bosques perennes y caducifolios en el interior. Los manglares representan el 15% de la superficie y están principalmente compuestos por Rhizophoraceae, que alcanzan una altura de 6 a 24 metros. Los bosques perennes crecen en suelos limosos y arcillosos que contienen mica esquistosa y tienen poco humus. Los árboles principales en esta zona son Dipterocarpus grandiflorus, Dipterocarpus turbinatus, Sideroxylon longipetiolatum, Hopea odorata, Endospermum malaccense y Planchonia andamanica, que alcanzan alturas de 40 a 60 metros. Los bosques caducifolios se encuentran en el norte de Andamán, el centro de Andamán, el sur de Andamán y Baratang, y están compuestos por árboles de 40 a 50 metros de altura, incluyendo Terminalia procera, Terminalia bialata, Terminalia manii, Canarium euphyllum, Ailanthes kurzii, Parishia insignis, Diploknema butyracea, Albizia lebbeck, Tetrameles nudiflora y Pterocymbium tinctorium.
Desde una perspectiva botánica, la ecorregión de las Islas Andamán está más relacionada florísticamente con el noreste de la India, Birmania y Tailandia que con las Islas Nicobar, cuya vegetación se asemeja más a la de Malasia e Indonesia. Las plantas más comunes en las Islas Andamán pertenecen a los géneros Dipterocarpus y Pterocarpus. Esta región alberga más de 2500 especies de plantas con flores, de las cuales aproximadamente el 10% son endémicas.

### Fauna
La ecorregión alberga cinco mamíferos endémicos, todos en peligro: Crocidura hispida, Crocidura andamanensis, Crocidura jenkinsi, Rhinolophus cognatus y Rattus stoicus. También cuenta con nueve aves endémicas: Spilornis elgini, Rallina canningi, Centropus andamanensis, Otus balli, Rhyticeros narcondami, Dryocopus hodgei, Dicrurus andamanensis y Dendrocitta bayleii, además de cuatro casi endémicas: Columba palumboides, Macropygia rufipennis, Ninox affinis y Sturnia erythropygia. Se han identificado cuarenta y cuatro especies de reptiles, incluyendo trece endémicas, y veinte especies de anfibios, de las cuales siete son endémicas.

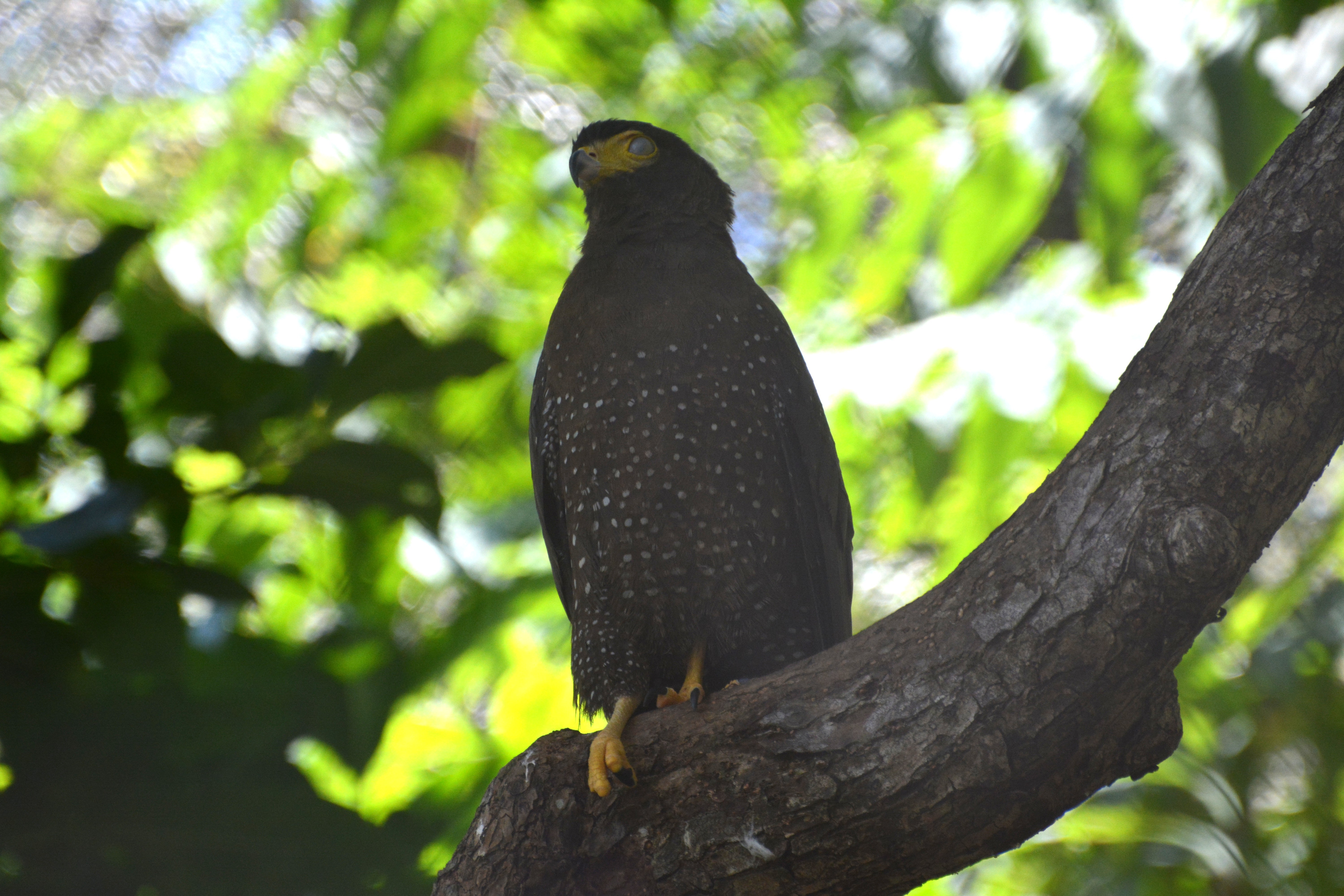
Spilornis elgini
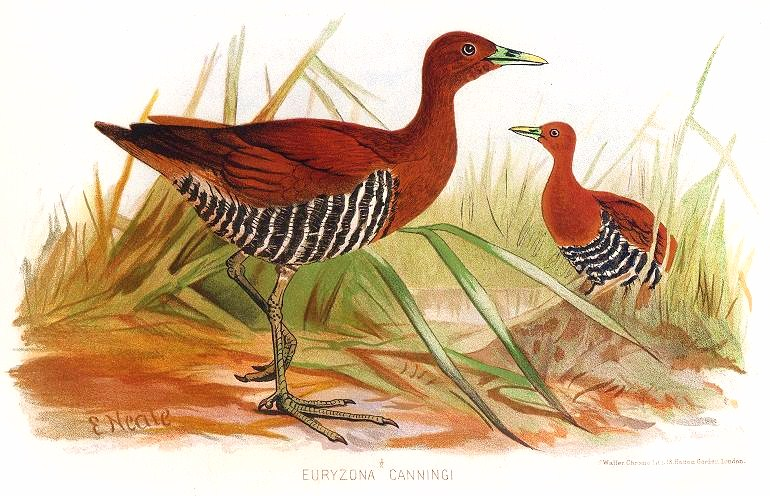
Rallina canningi
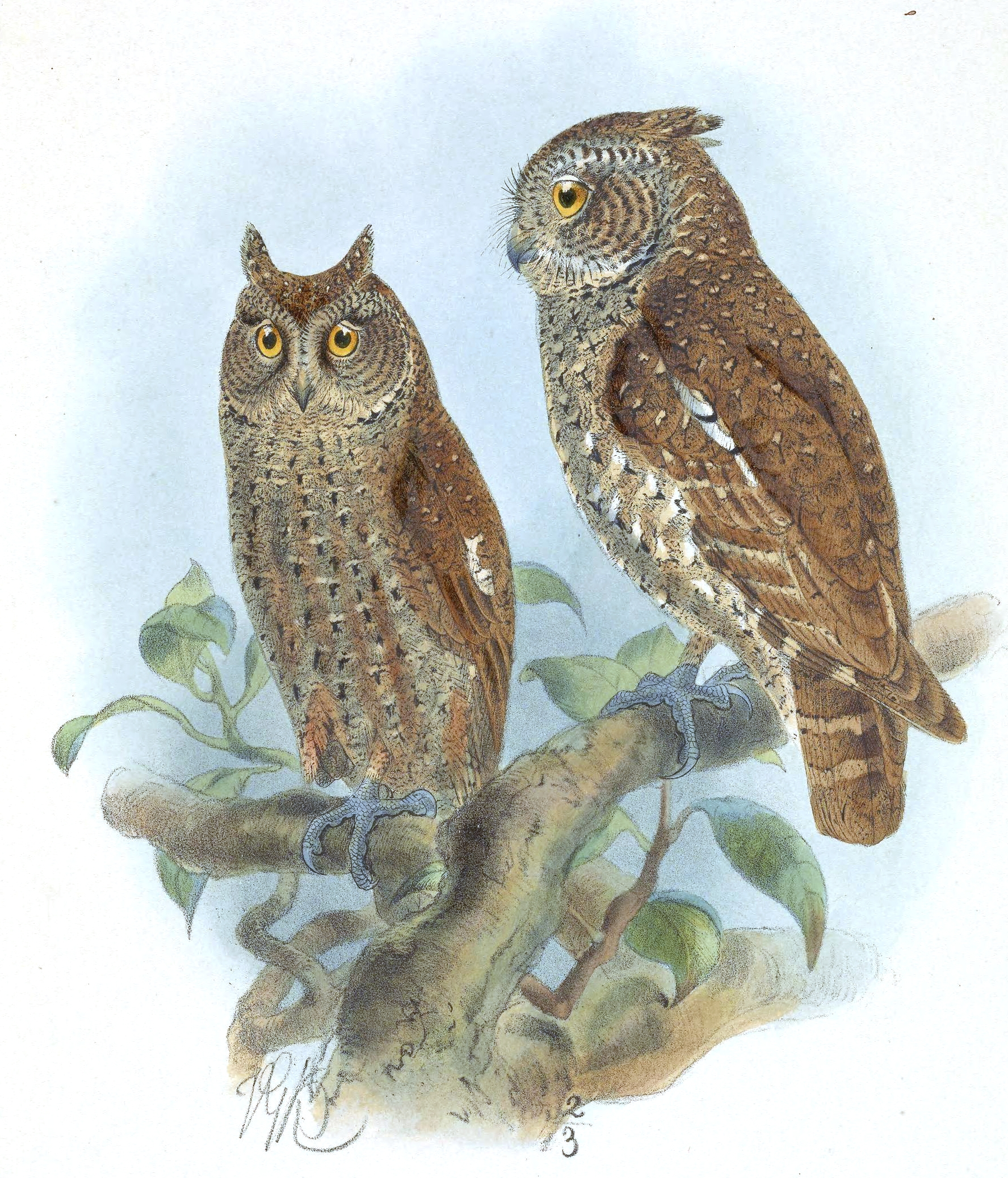
Centropus andamanensis
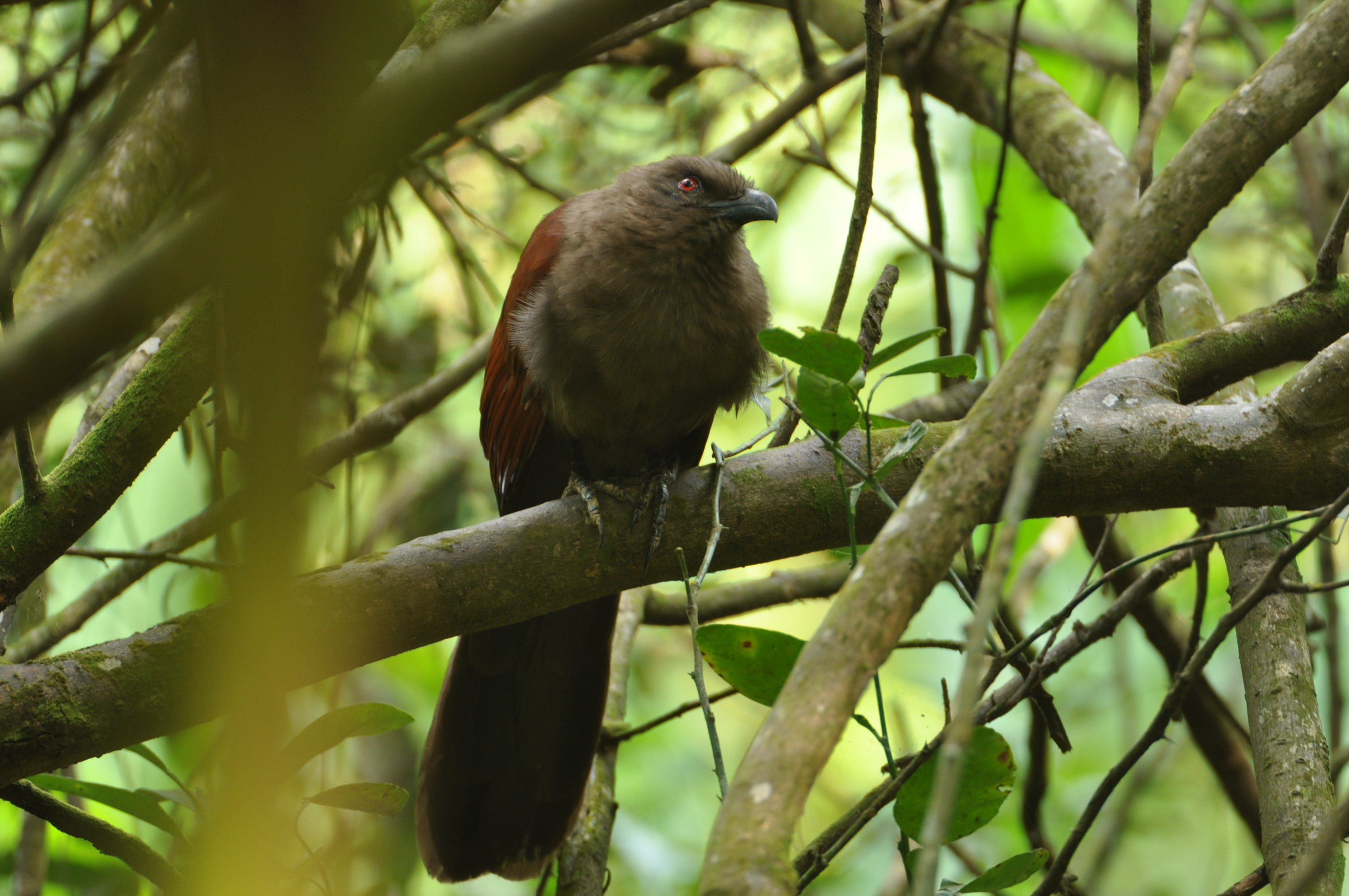
Otus balli
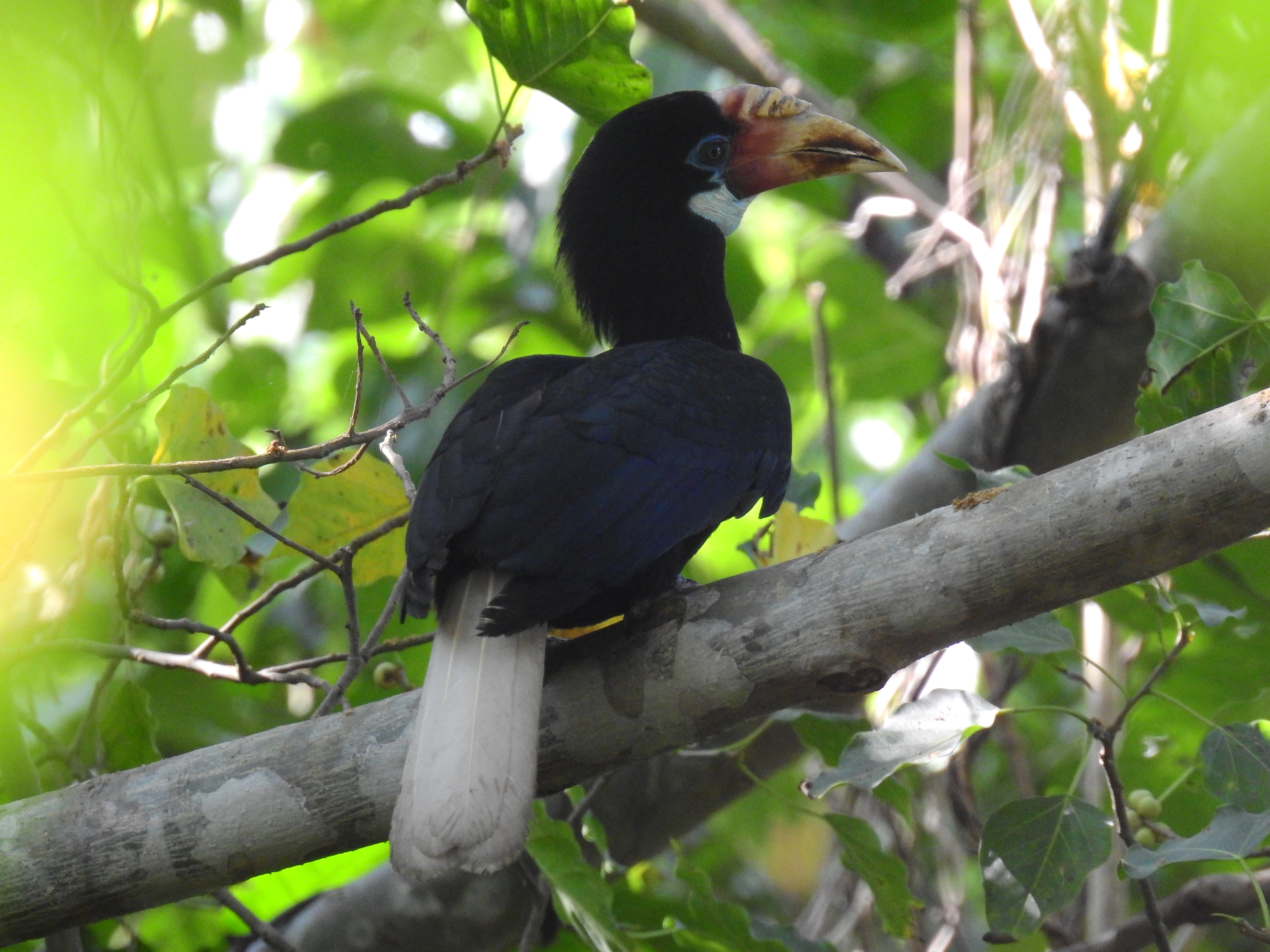
Rhyticeros narcondami
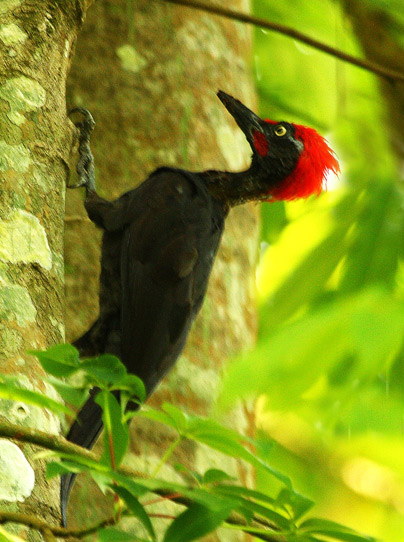
Dryocopus hodgei
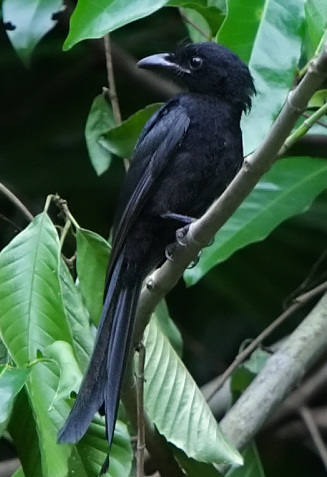
Dicrurus andamanensis
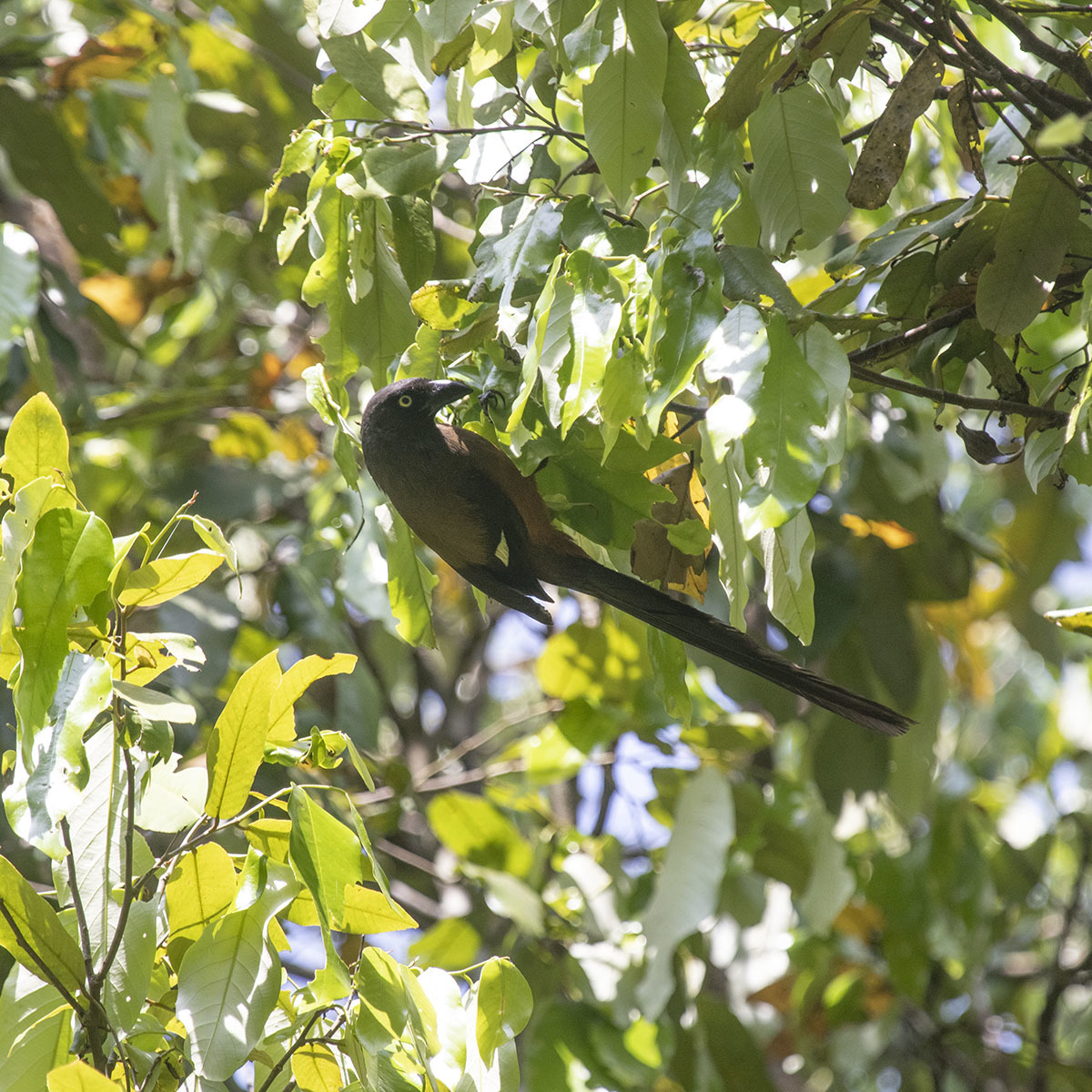
Dendrocitta bayleii

## Amenazas y protección
La principal amenaza que enfrenta la ecorregión es el flujo de habitantes procedentes del continente indio, lo que genera una mayor demanda de recursos naturales y espacio. Al ser una región muy boscosa, se ve afectada por la sobreexplotación de los bosques y la expansión de tierras agrícolas. Los pueblos indígenas del archipiélago tienen permiso para utilizar los recursos naturales dentro de las áreas protegidas. La mayoría de la explotación de vida silvestre es llevada a cabo por inmigrantes extranjeros. Otra amenaza importante es la introducción de animales invasores: perros, ratas y gatos representan la principal amenaza para ciertas aves como Rallina canningi. A pesar del aumento significativo del turismo, está estrictamente regulado por la legislación india.
La ecorregión está cubierta por 597 km2 de áreas protegidas: 300 km2 en la Isla Pequeño Andamán, 7 km2 en Narcondam, 180 km2 en el norte de Andamán y 110 km2 en el sur de Andamán. Dentro de estas zonas, solo los indígenas del archipiélago pueden hacer uso de los recursos naturales.